# Shangri-La (Xina)

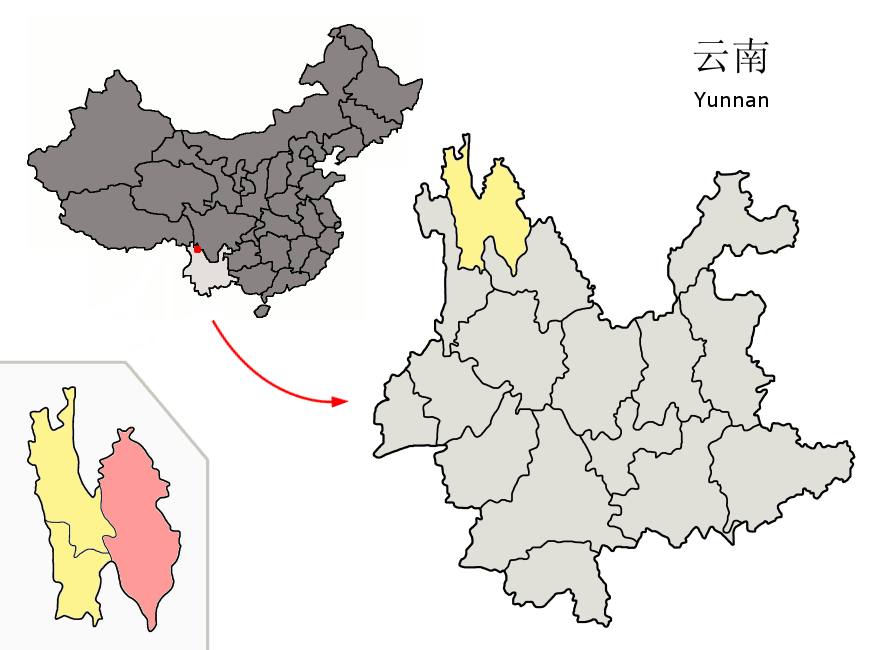
Ubicació del comtat Shangri-La (en rosa) dins la Prefectura Diqing (en groc) dins Yunnan

El comtat de Shangri-La (Xamgyi'nyilha) és un comtat de la Xina habitat majoritàriament per l'ètnia tibetana, al nord-oest de la província de Yunnan situada al sud-oest de la Xina i és la capital de la Prefectura Autònoma Tibetana de Diqing. Hi ha el Parc Nacional Pudacuo i també incorpora els Tres Rius Paral·lels de Yunnan que són Patrimoni de la Humanitat. Hi ha els pobles de Jiantang, Zhongdian, Hutiaoxia, Jinjiang i Luoji.

## Nom
A la segona meitat del segle xx aquest comtat es deia Comtat Zhongdian (en xinès: 中甸县 Zhōngdiàn Xiàn) però va ser reanomenat l'any 2001 per la terra de ficció Xangri-La de la novel·la de 1933 escrita per James Hilton anomenada Lost Horizon (Horitzó perdut) per tal de promoure el turisme a aquesta zona. La població tibetana originària d'aquest lloc en diu Gyalthang (en tibetà རྒྱལ་ཐང་རྫོང་), que significa "Planes Reials". La seu del comtat reflecteix aquest nom tibetà Jiantang Town (建塘镇 Jiàntáng Zhèn).

## Clima
Shangri-La té un clima continental humit segons la classificació de Köppen, Dwb), influït pel monsó i la gran altitud. Els hiverns són freds però assolellats, a la nit s'arriba a 15 °C sota zero i els estius són frescos amb màximes de 19 °C i amb pluja freqüent, el 70% de la pluviometria cau entre juny i setembre.